# Bill Hanzlik
William Henry « Bill » Hanzlik, né le 6 décembre 1957 à Middletown[réf. nécessaire] dans l'Ohio, est un ancien joueur et entraîneur américain de basket-ball. Meneur de jeu de 2 m, Hanzlik joua en NCAA à l'université de Notre Dame. Il fut sélectionné au 20e rang de la draft 1980 par les Supersonics de Seattle. Hanzlik joua en NBA durant dix années - deux avec les Sonics et huit avec les Denver Nuggets. Il fut nommé dans la NBA All-Defense second team 1986. Il fut entraîneur assistant à la fin des années 1980 et dans les années 1990.
En 1997, Hanzlik, alors entraîneur assistant avec Denver, remplaça Dick Motta au poste d'entraîneur. Il dirigea les Nuggets durant une année, pour un bilan de 11 victoires - 71 défaites (soit seulement deux victoires de plus que le pire bilan de l'histoire de la NBA, en 1972-1973 par les 76ers de Philadelphie). Il fut licencié à l'issue de la saison et remplacé par Mike D'Antoni.